# Villa Faraldi
Villa Faraldi (Vìlla Faródi in ligure) è un comune italiano di 433 abitanti della provincia di Imperia in Liguria.

## Geografia fisica
Il comune è situato nell'alta valle del torrente Cervo, detto anche Steria, delimitata a est dallo spartiacque tra le province di Savona e Imperia. La morfologia del territorio è totalmente collinare e montana e la vetta più alta del comprensorio è il Pizzo d'Evigno (989 m s.l.m.); altri rilievi montani sono il monte Lago (744 m), il Pizzo Penna (747 m) e il Pizzo Aguzzo, a 757 m sul livello del mare.

## Storia

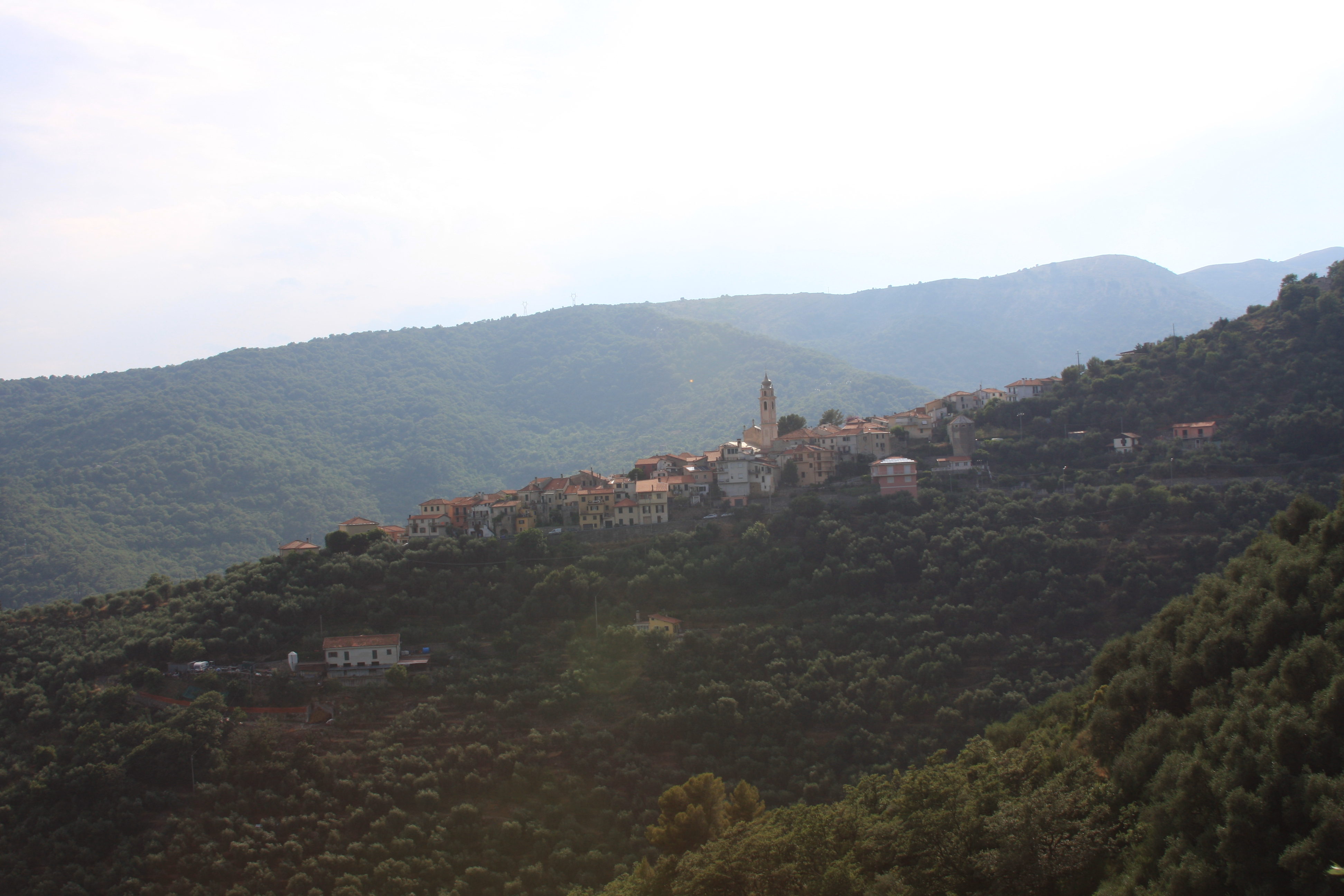
Veduta di Villa Faraldi dalla frazione di Tovetto

Il borgo di Villa Faraldi (quantomeno nel nucleo del capoluogo comunale) potrebbe avere origini assai lontane, forse addirittura romane. Questa affermazione è suffragata soprattutto da un frammento di lapide funeraria (75x50 cm), risalente al I secolo a.C., rinvenuta nel 1930 e facente parte della base del fonte battesimale della chiesa parrocchiale di San Lorenzo; parzialmente mutila nella parte alta, essa riporta un'iscrizione voluta da una madre, tale Licinia, in ricordo del figlio, Sufenas Acrippa (probabilmente Agrippa), cittadino romano appartenente alla tribù dei Publilia, la stessa a cui facevano parte i cittadini di Albenga.
Azzardato è parlare dell'esistenza di un vero centro abitato (non esistono altre tracce o testimonianze ad avvalorare l'ipotesi); piuttosto si può pensare alla presenza di una "azienda agricola" a servizio degli insediamenti costieri ben organizzati e fiorenti (come il vicino Lucus Bormani, citato nella Tavola Peutingeriana e posto nella zona dell'attuale San Bartolomeo al Mare, di cui esistono tracce archeologiche nei pressi del santuario della Madonna della Rovere) oppure a una villa padronale, sempre a carattere agricolo, con strutture più articolate e in possesso di una facoltosa famiglia con relativi lavoratori e schiavi.
All'origine romana potrebbe essere fatta risalire la prima parte del nome del comune, "Villa", intesa proprio come fattoria o casa di campagna, mentre "Faraldi" ha chiare origini germanico-longobarde e in esso si può riscontrare il termine "fara", indicante un gruppo famigliare riunito in un villaggio, e forse anche "wald", zona boscosa di proprietà demaniale; ciò porterebbe a leggere "Faraldi" come "villaggio popolato da un gruppo familiare inserito all'interno di un bosco". Proprio l'analisi della seconda parte del nome del paese lascerebbe intendere che all'arrivo dei Longobardi in Liguria (643) la zona sia stata nuovamente abitata stabilmente, occupando un piccolo centro forse non del tutto abbandonato nemmeno nel periodo turbolento successivo alla caduta dell'Impero romano d'Occidente e al successivo dominio bizantino, durante il quale sarebbe avvenuta una più incisiva penetrazione del Cristianesimo.
Come il resto della Liguria occidentale, il territorio dell'attuale Villa Faraldi passò dal dominio longobardo a quello dei Franchi a partire dal 773; con il successivo sfaldamento del potere carolingio e la nascita di un sempre più accentuato potere feudale, il territorio rientrò all'interno della marca Arduinica e, frazionatasi anche questa, il borgo divenne parte del marchesato di Clavesana e seguì le vicissitudini storiche di Albenga e di Cervo; intorno al XIII secolo fu ceduto alla Repubblica di Genova divenendo parte integrante della Communitas Diani, sottomessa alla stessa Genova.
Caduta la repubblica genovese, la nuova municipalità di Villa Faraldi rientrò, dal 2 dicembre 1797, nella Repubblica Ligure, mentre dal 28 aprile 1798 fece parte del VI cantone, come capoluogo, della Giurisdizione del Capo delle Mele. Con la revisione territoriale del 1803, divenne un centro all'interno della Giurisdizione degli Ulivi e, annesso al Primo Impero francese dal 13 giugno 1805 al 1814, fu inserito nel Dipartimento di Montenotte.
Nel 1815 Villa Faraldi e tutta la Liguria furono annessi al Regno di Sardegna, così come stabilito dal Congresso di Vienna del 1814, e successivamente nel Regno d'Italia dal 1861. Dal 1859 al 1926 il territorio fu compreso nel II mandamento di Diano Marina, nel circondario di Porto Maurizio facente parte della provincia di Porto Maurizio (poi provincia di Imperia, dal 1923).
Al 1923 risale la soppressione della municipalità e il conseguente accorpamento al comune di Diano Marina e, nel 1925, a quello di Cervo; nel 1947 fu ricostituito il comune autonomo.
Dal 1973 al 31 dicembre 2008 ha fatto parte della Comunità montana dell'Olivo e, con le nuove disposizioni della Legge Regionale n° 24 del 4 luglio 2008, fino al 2011 della Comunità montana dell'Olivo e Alta Valle Arroscia.
Dal 2014 al 2024 ha fatto parte dell'Unione dei comuni del Golfodianese e i suoi Borghi.

### Simboli
Stemma
Gonfalone
Bandiera

Lo stemma e il gonfalone sono stati concessi con decreto del presidente della Repubblica del 12 marzo 1976.

## Monumenti e luoghi d'interesse

### Architetture religiose
- Chiesa parrocchiale di San Lorenzo diacono e martire nel capoluogo comunale di Villa Faraldi.
- Chiesa dei Santi Sebastiano e Rocco nella borgata di Tovetto, nel capoluogo comunale di Villa Faraldi.
- Chiesa parrocchiale di San Bernardo di Chiaravalle nella frazione di Deglio Faraldi.
- Chiesa parrocchiale della Trasfigurazione di Nostro Signore Gesù Cristo nella frazione di Riva Faraldi.
- Chiesa di San Rocco nella frazione di Riva Faraldi. La piccola chiesa, ad unica navata, fu realizzata tra il 1856 e il 1881 come adempimento a un voto fatto al Santo durante l'epidemia di colera che flagellò la Liguria (e buona parte d'Europa) nel 1854 e che, in effetti, risparmiò il paese. Molto semplice sia all'esterno sia all'interno, conserva una grande statua processionale di San Rocco realizzata nei primi decenni del Novecento.
- Oratorio di San Martino di Tour nella frazione di Riva Faraldi. Posta tra gli ulivi, la chiesetta è stata costruita dopo il devastante terremoto del 1887 in sostituzione di un precedente edificio che risaliva alla metà del Settecento. Ad unica navata, molto semplice tanto all'esterno quanto all'interno, ha un unico altare in stucco bianco e al suo interno conserva la statua processionale di San Martino in abiti vescovili.
- Chiesa parrocchiale di Sant'Antonio Abate nella frazione di Tovo Faraldi.
- Oratorio di Santa Caterina d'Alessandria nella frazione di Tovo Faraldi. Sede della confraternita omonima fino ai primi anni del Novecento, l'edificio fu probabilmente innalzato nel corso del '500 e da anni è adibito a deposito comunale. Molto semplice, è ad unica navata e gli arredi e le statue sono ora nella chiesa di Sant'Antonio, poco distante; qui si conservano ancora l'altare maggiore, in gesso e stucco dipinto, e l'affresco con il Martirio di Santa Caterina, al centro della volta.

## Società

### Evoluzione demografica
Abitanti censiti

### Etnie e minoranze straniere
Secondo i dati Istat al 31 dicembre 2019, i cittadini stranieri residenti a Villa Faraldi sono 54.

### Enti e associazioni
- Centro Socio-Culturale "Fritz Røed".

## Cultura

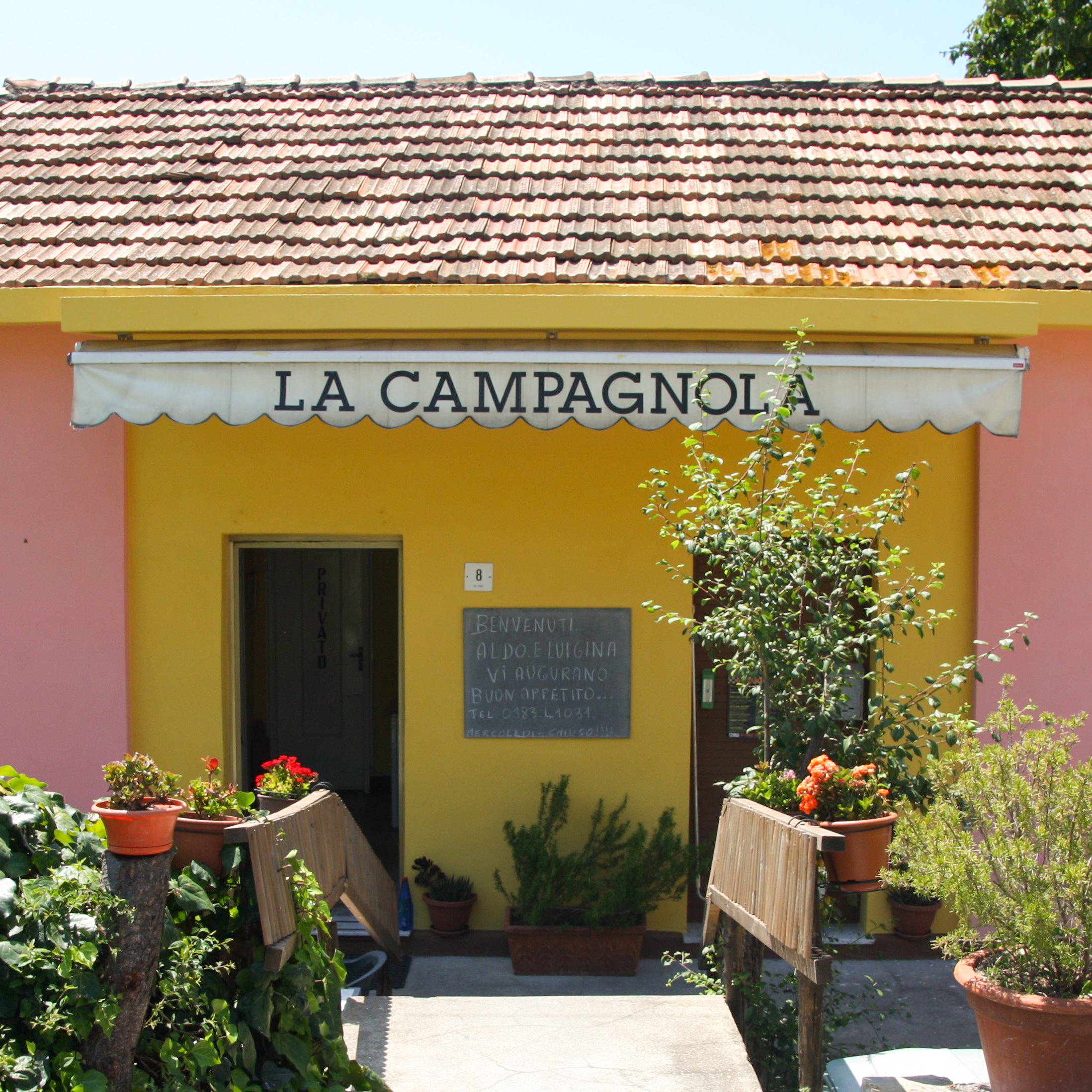
Il locale del ristorante "La Campagnola" di Tovo Faraldi, ricavato dalla vecchia scuola del paese caduta in disuso.

### Eventi
Il principale evento culturale del borgo è il Festival di Villa Faraldi, organizzato per la prima volta dall'8 al 22 luglio del 1984, è una manifestazione dove vengono esposte pitture e sculture in collaborazione con la Galleria nazionale di Oslo.
Nel corso delle edizioni successive sono state valorizzate anche altri campi culturali e didattici quali il teatro, la musica, la danza e l'arte.

## Geografia antropica
Il territorio comunale comprende le frazioni di Villa Faraldi (capoluogo comunale), Deglio Faraldi, Riva Faraldi e Tovo Faraldi per una superficie territoriale di 9,61 km². Tali frazioni si suddividono ulteriormente in borgate, località e regioni storiche: borgata Tovetto, località Il Santo, località Valle Cauda, regione Favà (Villa Faraldi); borgata Case Borga, borgata Case Duranti, borgata Case Martini, località Mulini, località Zerba, regione Cioso, regione Mulini (Riva Faraldi); borgata I Gianchi e località Ruoà (Tovo Faraldi).
Confina a nord con i comuni di Stellanello (SV), a sud con San Bartolomeo al Mare, ad ovest con Diano San Pietro e ad est con Andora (SV).

## Economia
Il comune basa la sua principale risorsa economica sull'attività legata all'agricoltura, all'olivicoltura specie la produzione di olio di oliva e la viticoltura con la produzione dei vini Pigato e Vermentino.

## Infrastrutture e trasporti

### Strade
Il territorio di Villa Faraldi è attraversato principalmente dalla strada provinciale 34.

## Amministrazione
| Periodo        | Periodo        | Primo cittadino   | Partito                                           | Carica  | Note   |
| -------------- | -------------- | ----------------- | ------------------------------------------------- | ------- | ------ |
| 24 luglio 1988 | 7 giugno 1993  | Angelo Limarelli  | Democrazia Cristiana                              | Sindaco |        |
| 8 giugno 1993  | 28 aprile 1997 | Angelo Limarelli  | Democrazia Cristiana                              | Sindaco |        |
| 28 aprile 1997 | 14 maggio 2001 | Angelo Limarelli  | lista civica di centro-sinistra                   | Sindaco |        |
| 14 maggio 2001 | 30 maggio 2006 | Giacomo Chiappori | lista civica di centro-destra                     | Sindaco |        |
| 30 maggio 2006 | 15 maggio 2011 | Giacomo Chiappori | lista civica di centro-destra                     | Sindaco |        |
| 23 maggio 2011 | 5 giugno 2016  | Corrado Elena     | Costruire insieme (lista civica di centro-destra) | Sindaco | [ 16 ] |
| 5 giugno 2016  | 4 ottobre 2021 | Corrado Elena     | Costruire insieme (lista civica di centro-destra) | Sindaco | [ 17 ] |
| 4 ottobre 2021 | in carica      | Stefano Damonte   | Costruire insieme (lista civica di centro-destra) | Sindaco |        |